# Maria Eleonor Tavares
Maria Leonor Ribeiro Tavares (ur. 24 września 1985 w Paryżu) – portugalska lekkoatletka, specjalizująca się w skoku o tyczce. Jest dwukrotną uczestniczką letnich igrzysk olimpijskich.
Wielokrotnie reprezentowała Portugalię w dużych międzynarodowych zawodach lekkoatletycznych, przeważnie kończąc jednak swój udział na fazie eliminacyjnej (m.in. 9. lokata w kwalifikacjach podczas halowych mistrzostw Europy w 2009 czy 25. miejsce w eliminacjach na mistrzostwach świata w 2011). Odpadła w eliminacjach podczas igrzysk olimpijskich w Londynie (2012) i Rio de Janeiro (2016). Jest wielokrotną złotą medalistką mistrzostw Portugalii oraz Francji w różnych kategoriach wiekowych, w tym w kategorii seniorek.
Maria Eleonor Tavares urodziła się w Paryżu, w rodzinie pochodzącej z Republiki Zielonego Przylądka. Prócz portugalskiego, ma także francuskie obywatelstwo. Jej siostry – Elisabete, Sandra-Hélèna i Sandra Sofia również są lekkoatletkami.

## Wyniki
| Rok                       | Zawody                         | Obiekt                      | Miejsce                   | Wynik                     |
| Reprezentacja: Portugalia | Reprezentacja: Portugalia      | Reprezentacja: Portugalia   | Reprezentacja: Portugalia | Reprezentacja: Portugalia |
| ------------------------- | ------------------------------ | --------------------------- | ------------------------- | ------------------------- |
| 2002                      | Mistrzostwa Świata Juniorów    | Kingston, Jamajka           | 20.                       | 3,60 m                    |
| 2007                      | Halowe Mistrzostwa Europy      | Birmingham, Wielka Brytania | 21.                       | 3,75 m                    |
| 2007                      | Młodzieżowe Mistrzostwa Europy | Debreczyn, Węgry            | 13.                       | 3,95 m                    |
| 2007                      | Letnia Uniwersjada             | Bangkok, Tajlandia          | 13.                       | 3,90 m                    |
| 2009                      | Halowe Mistrzostwa Europy      | Turyn, Włochy               | 9.                        | 4,35 m                    |
| 2010                      | Mistrzostwa Europy             | Barcelona, Hiszpania        | 23.                       | 4,05 m                    |
| 2011                      | Halowe Mistrzostwa Europy      | Paryż, Francja              | 18.                       | 4,15 m                    |
| 2011                      | Mistrzostwa Świata             | Daegu, Korea Południowa     | 18.                       | 4,25 m                    |
| 2012                      | Mistrzostwa Europy             | Helsinki, Finlandia         | 17.                       | 4,25 m                    |
| 2012                      | Letnie Igrzyska Olimpijskie    | Londyn, Wielka Brytania     | 31.                       | 4,10 m                    |
| 2014                      | Mistrzostwa Europy             | Zurych, Szwajcaria          | 26.                       | 4,00 m                    |
| 2016                      | Letnie Igrzyska Olimpijskie    | Rio de Janeiro, Brazylia    | 29.                       | 4,15 m                    |
| 2018                      | Igrzyska Śródziemnomorskie     | Tarragona, Hiszpania        | 7.                        | 4,11 m                    |

## Rekordy życiowe
- skok o tyczce (stadion) – 4,50 (Albi, 2011) – rekord Portugalii
- skok o tyczce (hala) – 4,44 (Pombal, 2014) – rekord Portugalii do 2016
- skok w dal – 4,74 (Schifflange, 2016)
- rzut oszczepem – 36,74 (Lignano, 2005)